# François Deguelt

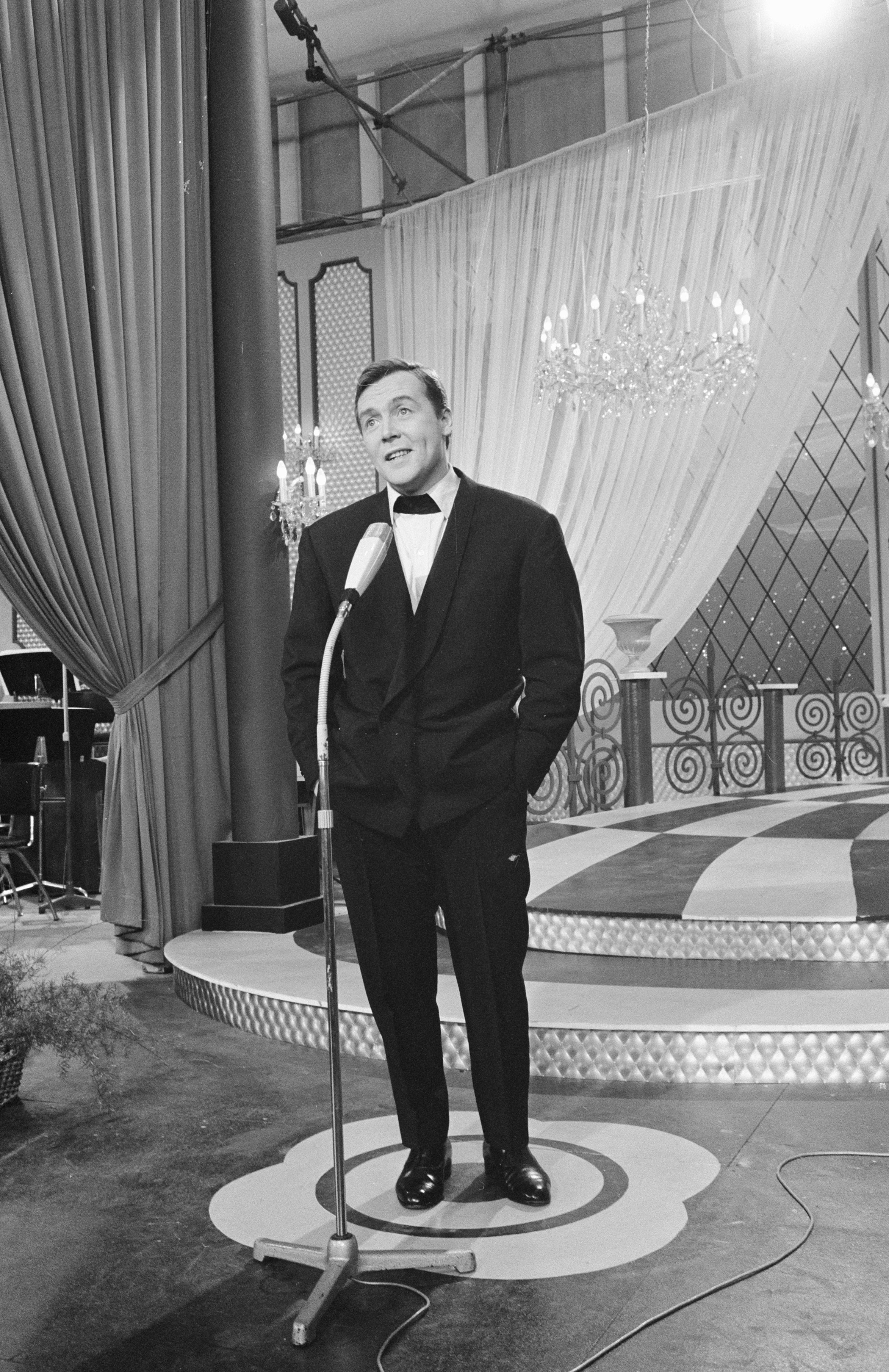
François Deguelt beim Eurovision Song Contest 1962

François Deguelt (* 4. Dezember 1932 in Tarbes als Louis Deghelt; † 22. Januar 2014 in Draguignan) war ein französischer Chansonsänger. 

## Leben und Wirken
Erste Singles von ihm erschienen in den 1950er Jahren.
Er wurde 1960 und 1962 beauftragt, Monaco beim Grand Prix Eurovision de la Chanson zu vertreten. Mit dem Chanson Ce soir-là erreichte er beim Wettbewerb in London den dritten, und 1962 mit Dis rien beim Wettbewerb in Luxemburg den zweiten Platz.
Er blieb der Musik treu und veröffentlichte zahlreiche Tonträger bis in die 2000er Jahre hinein.